# IL Protocol
Протокол IL (англ. Internet Link) — мережевий протокол, служить для передачі повідомлень 9P (протоколу файлової системи з ОС Plan 9) через IP. Це протокол із установленням логічних з'єднань, що забезпечує надійну передачу впорядкованих повідомлень. Оскільки процес може мати лише єдиний чекаючий виконання запит 9P, немає необхідності для управління потоком в IL. Подібно TCP, IL має адаптивні затримки: він масштабує час підтвердження прийому і час повторної передачі для відповідності мережевій швидкості. Це дозволяє протоколу добре працювати як в мережі Internet з великими затримками, так і в локальних мережах Ethernet з великими пропускними здатностями. Також IL не робить ніяких сліпих повторних передач, уникаючи збільшення перевантаження зайнятих мереж.
У Plan 9 реалізація IL менша і швидша ніж TCP. IL є основним транспортним протоколом в Plan 9 при роботі через Internet.
За станом на 4 редакцію ОС Plan 9 (2003), від IL відмовилися на користь TCP, через погану роботу на великих відстанях.